# Косякино (Московская область)
Кося́кино — деревня в Раменском муниципальном районе Московской области. Входит в состав сельского поселения Никоновское. Население — 80 чел. (2010).

## Название
Название связано с некалендарным личным именем Косяк.

## География
Деревня Косякино расположена в южной части Раменского муниципального округа, примерно в 24 км к югу от города Раменское. Высота над уровнем моря 142 м. В 2 км к северо-востоку от деревни протекает река Отра. В деревне 2 улицы — Массив 1 и Массив 2; 3 квартала; к деревне приписано 5 СНТ. Ближайший населённый пункт — село Заворово примерно 3 км

## История
В 1926 году деревня входила в Соколовский сельсовет Салтыковской волости Бронницкого уезда Московской губернии.
С 1929 года — населённый пункт в составе Бронницкого района Коломенского округа Московской области. 3 июня 1959 года Бронницкий район был упразднён, деревня передана в Люберецкий район.
21 августа 1936 косякино вошло в Заворовский сельсовет.
С 1960 года в составе Раменского муниципального округа.
До муниципальной реформы 2006 года деревня входила в состав Никоновского сельского округа Раменского района.

## Население
| 1926 | 2002 | 2010 |
| ---- | ---- | ---- |
| 153  | ↘11  | ↗80  |

В 1926 году в деревне проживало 153 человека (59 мужчин, 94 женщины), насчитывалось 30 крестьянских хозяйств. По переписи 2002 года — 11 человек (3 мужчины, 8 женщин).